# Sam Polo
Sam Polo (né le 7 novembre 1872 et mort le 3 octobre 1966 à Woodland Hills) fut un acteur du cinéma muet et un maquilleur. 

## Biographie
Il est le frère d'Eddie Polo et l'oncle de Malvina Polo.
Il fut le premier à percevoir une pension du Motion Picture Industry Pension and Health Plan.

## Filmographie partielle
- 1915 : Lord John's Journal[2], réalisé par Edward LeSaint.
- 1918 : The Lion's Claws[3], réalisé par Harry Harvey et Jacques Jaccard.
- 1918 : Naked Fists[4], réalisé par George Marshall.
- 1919 : The Midnight Man[5], réalisé par James W. Horne.
- 1920 : The Invisible Hand[6], réalisé par William Bowman.
- 1920 : A Man from Nowhere[7], réalisé par Francis Ford
- 1920 : Hidden Dangers[8], réalisé par William Bertram.
- 1922 : The Bearcat[9], réalisé par Edward Sedgwick.
- 1922 : Captain Kidd[10], réalisé par Burton L. King et J. P. McGowan.
- 1925 : The Great Circus Mystery[11], réalisé par Jay Marchant.
- 1925 : The Fighting Ranger (en)[11], réalisé par Jay Marchant.